# Someren
Someren (anhörenⓘ) ist eine Gemeinde in der Provinz Noord-Brabant.

## Ortsteile
Neben dem Ortsteil Someren gibt es in der Gemeinde drei Kirchdörfer: Lierop, Someren-Eind und Someren-Heide.
Nördlich von Someren verläuft die A 67 mit der Anschlussstelle Nr. 35 – Someren.

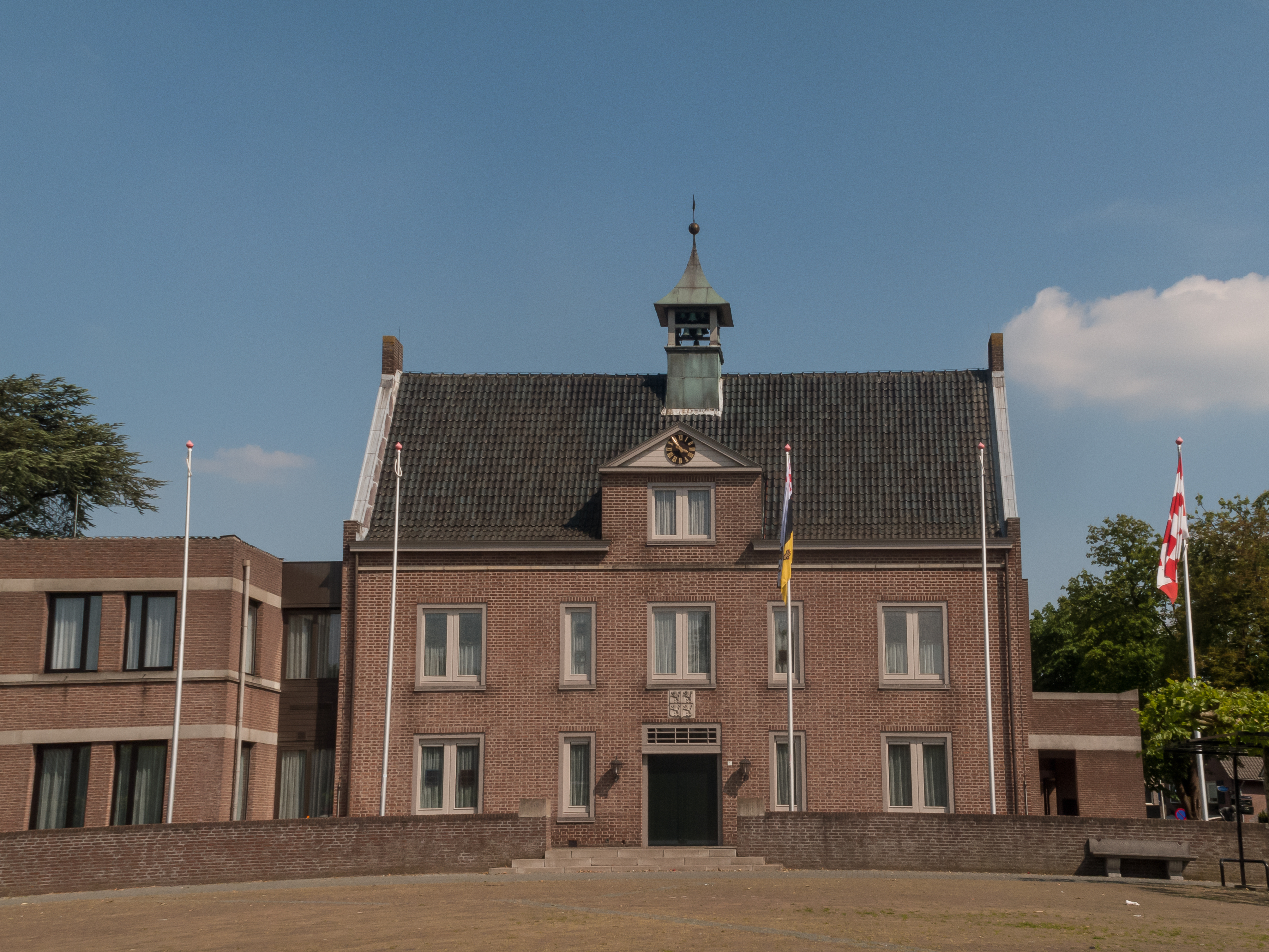
Someren, Rathaus
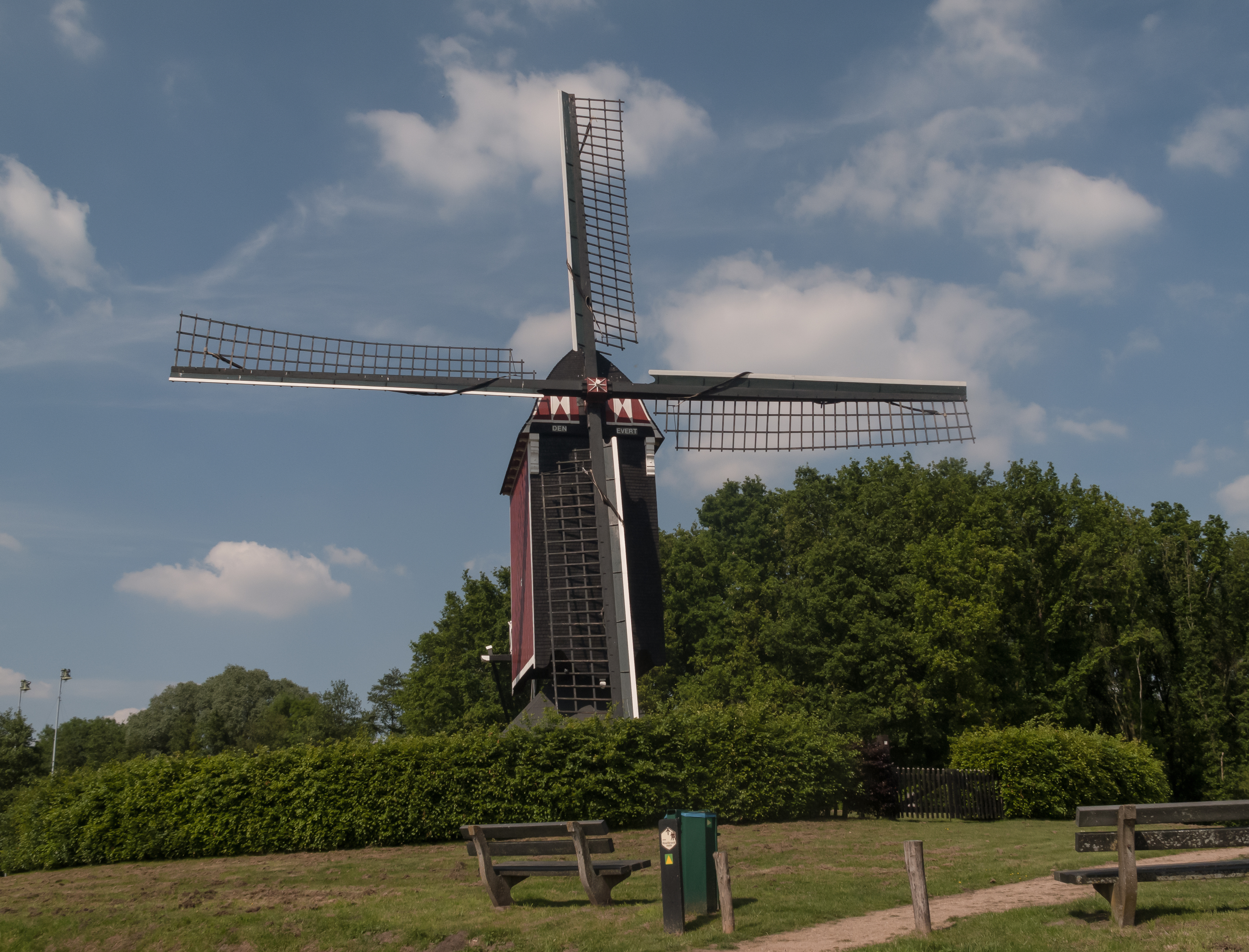
Someren, Mühle Den Evert
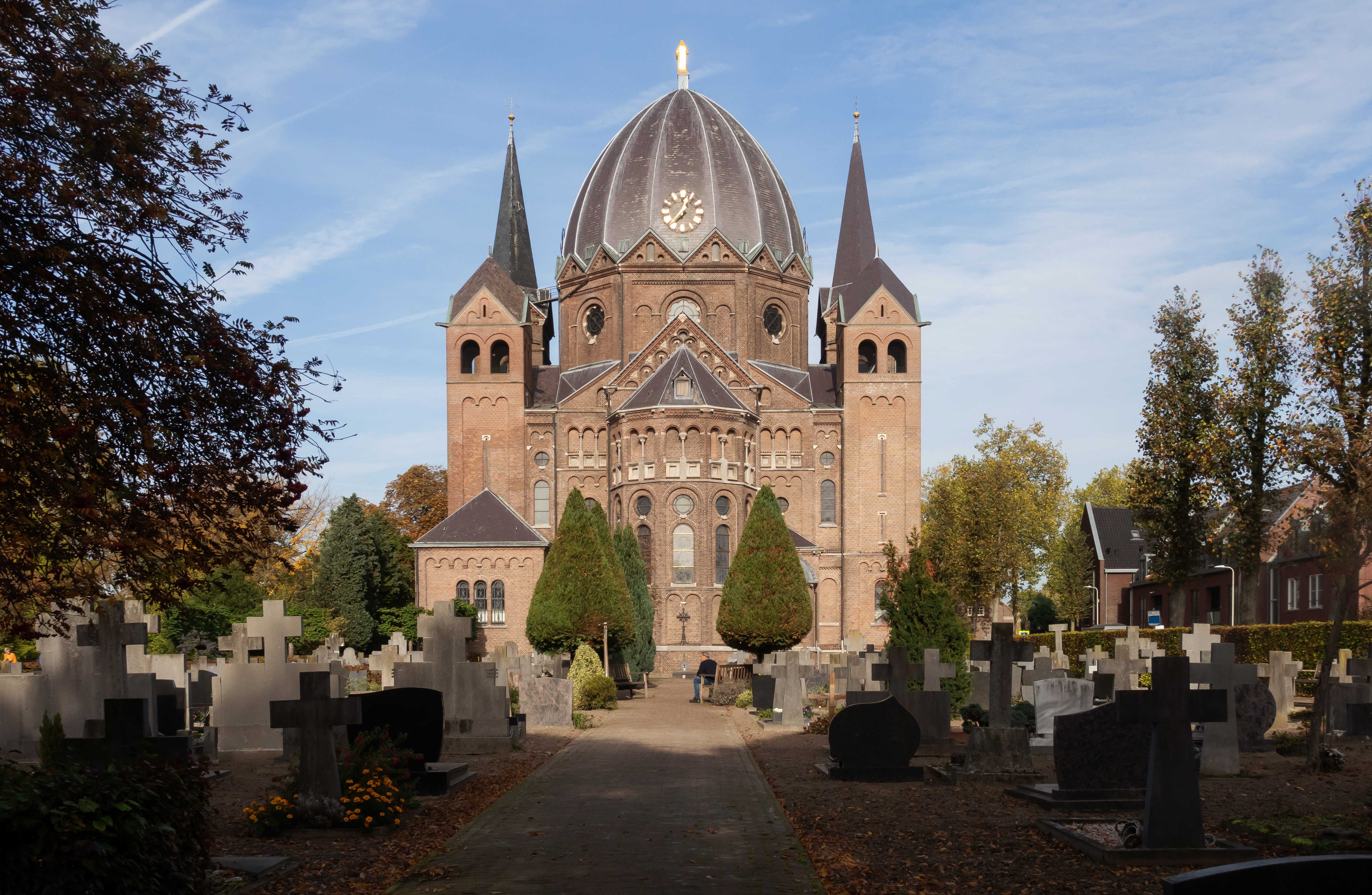
Lierop, Kirche: Heilige Naam Jezuskerk

## Politik
Bei der Kommunalwahl im März 2022 konnte sich die Gemeenschapslijst mit einem Stimmanteil von 35,22 Prozent durchsetzen und sich gegenüber dem CDA behaupten. In einem Zeitraum zwischen 2018 und 2022 setzte sich die Koalition aus dem CDA, der Gemeenschapslijst, der Lijst Someren-Heide und der PvdA zusammen. Ab 2022 setzt sich die Koalition aus dem CDA, Wij zijn Someren - VVD, der PvdA und Leefbaar Someren zusammen.

### Gemeinderat
Der Gemeinderat wird seit 1982 folgendermaßen gebildet:
| Partei                | Sitze a | Sitze a | Sitze a | Sitze a | Sitze a | Sitze a | Sitze a | Sitze a | Sitze a | Sitze a | Sitze a |
| Partei                | 1982    | 1986    | 1990    | 1994    | 1998    | 2002    | 2006    | 2010    | 2014    | 2018    | 2022    |
| --------------------- | ------- | ------- | ------- | ------- | ------- | ------- | ------- | ------- | ------- | ------- | ------- |
| Gemeenschapslijst b   | 4       | 4       | 4       | 4       | 3       | 4       | 4       | 4       | 4       | 5       | 6       |
| CDA                   | 5       | 5       | 6       | 4       | 4       | 3       | 4       | 5       | 5       | 4       | 4       |
| Wij Zijn Someren      | –       | –       | –       | –       | –       | –       | –       | –       | 2       | 3       | 3       |
| VVD                   | 2       | 2       | 2       | 3       | 3       | 2       | 2       | 2       | 2       | 3       | 3       |
| Lijst Someren-Heide c | 2       | 2       | 2       | 2       | 2       | 2       | 2       | 2       | 2       | 2       | 2       |
| PvdA                  | –       | 2       | 2       | 2       | 2       | 2       | 2       | 1       | 2       | 2       | 1       |
| Progressief Someren   | 1       | 2       | 2       | 2       | 2       | 2       | 2       | –       | –       | –       | –       |
| Leefbaar Someren      | –       | –       | –       | –       | –       | 2       | 1       | 1       | 2       | 1       | 1       |
| Lieropse Lijst        | 2       | 2       | 1       | 2       | 2       | 2       | 2       | 2       | –       | –       | –       |
| Actief Someren        | –       | –       | –       | –       | 1       | 0       | –       | –       | –       | –       | –       |
| Ons Aller Belang      | 1       | 0       | –       | –       | –       | –       | –       | –       | –       | –       | –       |
| Gesamt                | 17      | 17      | 17      | 17      | 17      | 17      | 17      | 17      | 17      | 17      | 17      |

Anmerkungen

### College van B&W
Die Koalitionsparteien CDA, Wij zijn Someren - VVD und PvdA werden durch jeweils einen Beigeordneten im College van burgemeester en wethouders (deutsch „Kollegium von Bürgermeister und Beigeordneten“) vertreten, während die Leefbaar Someren hingegen unberücksichtigt bleibt. Folgende Personen gehören zum Kollegium:
| Funktion         | Name                         | Partei                 | Anmerkung                                    |
| ---------------- | ---------------------------- | ---------------------- | -------------------------------------------- |
| Bürgermeisterin  | Elly Blanksma-van den Heuvel | CDA                    | kommissarisch; seit dem 31. März 2025 im Amt |
| Beigeordnete     | Louis Swinkels               | CDA                    | erster Stellvertreter der Bürgermeisterin    |
| Beigeordnete     | Koert Kusters                | Wij zijn Someren - VVD | zweiter Stellvertreter der Bürgermeisterin   |
| Beigeordnete     | Willem van Doorn             | PvdA                   | dritter Stellvertreter der Bürgermeisterin   |
| Gemeindesekretär | ?                            | –                      | ?                                            |

## Söhne und Töchter
- Henricus Marcellius (1593–1664), deutscher Jesuit, katholischer Theologie und Ireniker
- Antonius Hurkmans (* 1944), römisch-katholischer Geistlicher, Altbischof von ’s-Hertogenbosch
- Jan Spetgens (* 1947), Radrennfahrer
- Emily Noor (* 1971), Tischtennisspielerin